# Helorus nigripes
Helorus nigripes är en stekelart som beskrevs av Förster 1856. Helorus nigripes ingår i släktet Helorus, och familjen bladluslejonsteklar. Arten är reproducerande i Sverige.